# 大阪スクールオブミュージック専門学校
大阪スクールオブミュージック専門学校（おおさかスクールオブミュージックせんもんがっこう、英称：Osaka School of Music）は、大阪府大阪市西区新町にある音楽、映像制作技術を実践的に教育する専門学校。通称「OSM」。滋慶学園グループの学校法人コミュニケーションアートが運営。

## 概要
プロミュージシャンの他に第一線で活躍しているレコーディング・エンジニア、PAエンジニア、映像クリエーターを数多く輩出している。
ミュージシャン・作曲家・レコーディングエンジニア、映像クリエーター、演劇家等のクリエーティブ産業をリードする人材養成を目的に、音楽・音響・映像・ステージ技術を学ぶ。
高等学校卒業以上を入学資格とする専門課程の他、同敷地内に中学校卒業を入学資格とする高等課程、大阪スクールオブミュージック高等専修学校（OSM高等専修学校）も併設している。
校舎は同じ学校法人運営の大阪ダンス・俳優&舞台芸術専門学校と共有している（設立から数年間、大阪コミュニケーションアート専門学校と校舎を共有）。

## 沿革
- 1987年4月 西日本初の音楽産業界に従事する人材育成を目的に設立・開校された。
- 1988年 専修学校認可（商業音楽科、総合音楽科）。大阪市西区に新校舎（現四ツ橋第1校舎）設立移転
- 1990年 四ツ橋第2校舎新設、カレッジ音楽科設置
- 1991年 プロミュージシャン科設置
- 1992年 ダンス＆スポーツ科設置
- 1993年 四ツ橋第3校舎、島之内校舎（大阪市中央区）新設。ダンス＆スポーツ科をダンス＆インストラクター科に改称
- 1996年 放送・タレント科、音楽ビジネス研究科設置。ダンス＆インストラクター科をダンス＆ミュージカル科に改称
- 1997年 エレクトリックオルガン科、ギタークラフト科設置。カレッジ音楽科を音楽プロデューサー科に改称。放送・タレント科をアナウンスアカデミー科に改称
- 1998年 メイク＆スタイリスト科設置
- 1999年 音楽雑誌＆PRデザイン科、タレントデビュー科設置。音楽プロデューサー科を音楽プロデュース科に改称。アナウンスアカデミー科をアニメ声優科に改称
- 2002年 音楽ビジネス科をカレッジ音楽科に改称。音楽プロデュース科を商業音楽科に改称。ダンス＆ミュージカル科をダンスプロフェッショナル科に改称
- 2003年 メイク科を商業音楽科に改称。放送クリエーター科を商業音楽科に改称。音楽雑誌編集科をカレッジ音楽科に改称。ヴォーカル科をプロミュージシャン科に改称。ダンスプロフェッショナル科をパフォーミングアーツ科に改称。タレント総合科をパフォーミングアーツ科に改称。演劇総合科をパフォーミングアーツ科に改称。声優科をパフォーミングアーツ科に改称
- 2006年 大阪スクールオブミュージック専門学校から、大阪ダンス＆アクターズ専門学校として分離・開校
- 2011年 大阪スクールオブミュージック専門学校から、総合音楽科（高等課）が分離し大阪スクールオブミュージック高等専修学校として開校
- 2020年 スーパーe エンターテイメント科設置

## 学科
- スーパーeエンターテイメント科（4年制）
  - ヴォーカル本科コース
  - ネットアーティスト&クリエーターコース
  - プロミュージシャン本科コース
  - NYコレクティブ短期音楽留学コース
  - サウンドクリエーター本科コース
  - VTuberエンターテイメント本科コース
  - コンサートプロデューサー本科コース
  - メタバースエンターテインメント本科コース
- カレッジ音楽科（3年制）
  - シンガーソングライターコース
  - アーティスト&プロデューサーコース
  - 作曲&アレンジャーコース
  - DJ&トラックメーカーコース
  - K-POPクリエーターコース
  - レコーディング&MAエンジニアコース
  - マネージャーコース
  - 映像クリエーターコース
  - K-POPアーティストマネージャーコース
- プロミュージシャン科（2年制）
  - ヴォーカリストコース
  - ミュージシャンコース
- 商業音楽科（2年制）
  - PAエンジニアコース
  - 照明スタッフコース
  - 舞台制作&ステージデザイナーコース
  - コンサート企画制作コース

## 出身者
- 松岡充（SOPHIA）
- 都啓一（SOPHIA）
- 西川貴教（T.M.Revolution／abingdon boys school／ex:Luis-Mary）
- 石原慎也 (Saucy Dog)
- 中村由利（GARNET CROW）
- 植村花菜
- 広沢タダシ
- 千紗（元girl next door）
- ワライナキ
- 岡本真夜
- 近藤夏子
- HiDEX（ベリーグッドマン）
- 浦部陽介
- Die（Dir en grey）
- 朝比奈拓見
- 倉本夏希
- 飛田尚美
- 高阪昌至
- 辻茜
- 町真理子
- 南晶人
- 平地孝次（PassCodeプロデューサー）
- Ryoko（ЯeaL）[1]
- 佳原萌枝
- SO.ON project（総合音楽科在校生）
- アヤコノ（高等専修学校在校生）

## その他
- この学校には「LS-1」というホールを設置しているが、このホールを使用して2008年12月13日にSI☆NAの初ライブ「TANOSINA STAGE 2008 Vol.1」が開催された。
- その他、山下久美子・岡村孝子・ラクリマクリスティなどのファンクラブイベントも行われた。